# ديف كلاوسون
ديف كلاوسون (بالإنجليزية: Dave Clawson)‏ هو لاعب كرة قدم أمريكية أمريكي، ولد في 16 أغسطس 1967 في يونغستون في الولايات المتحدة.